# تیم دریک
تیموتی «تیم» جکسون دریک (به انگلیسی: Timothy Jackson Drake) یک شخصیت خیالی ابرقهرمان در کتاب‌های کامیک آمریکایی منتشر شده توسط دی‌سی کامیکس است که اغلب با شخصیت بتمن مرتبط است. این شخصیت توسط نویسنده مارو وولفمن و طراح پت برادریک خلق شده‌است که برای نخستین بار در شمارهٔ ۴۳۶ از مجموعه کمیک بتمن (اوت ۱۹۸۹) به عنوان سومین تجسم از شخصیت رابین حضور پیدا کرد. به دنبال حوادث رخداده در خط داستانی مجموعه کمیک بتمن: نبرد برای راهب، دریک نام مستعار رد رابین را برای خود اتخاذ کرد، این شخصیت در سال ۲۰۲۱ توسط دی سی کامیکس فاش کرد که  دوجنسگرا  است.

## زندگینامه ساختگی شخصیت
تیم دریک فرزند جک و جنت دریک محسوب می‌شود. زمانی‌که او در دوران کودکی به سر می‌برد، به همراه پدر و مادر خود به سیرک رفت. او حتی توانست پیش از اینکه برنامه آغاز شود، عکسی هم با گریسون‌ها بگیرد. همان شب، تیم با دیک گریسون آشنا شد؛ البته پیش از اینکه پدر و مادر این آکروبات‌باز جوان به طرز بدی به قتل برسند. درست از همان زمانی‌که گریسون‌های پرنده به قتل رسیدند و دیک هم در قالب رابین به بتمن پیوست، تیم دریک آن‌ها را دنبال می‌کرد و تمام مدت آن‌ها را تحت نظر داشت. یک روز او، رابین اصلی را در یک برنامه تلویزیونی دید؛ رابین در این برنامه، حرکت خاصی را انجام داد که تیم آن شب در سیرک از دیک گریسون دیده بود.
به همین دلیل هم او خیلی زود توانست ارتباط بین دیک گریسون و رابین و یکی بودن این دو نفر را متوجه شود. او همچنین بعد از اینکه فهمید که بروس وین قیم قانونی دیک گریسون شده است، دیگر مطمئن شد که بروس وین هم همان بتمن است. بعد از مرگ جیسون تاد، بتمن خیلی بیشتر از قبل خشن و بی‌پروا شده بود و مدام بیشتر به سمت تاریکی می‌رفت. تیم متوجه شد که این خصوصیات، اصلا در شخصیت اصلی بتمن جایی ندارد. به همین دلیل به سراغ دیک رفت و از او کمک خواست. در این برهه زمانی، دیک دیگر با لقب نایت وینگ فعالیت می‌کرد. تیم تلاش کرد تا دیک را متقاعد کند که دوباره لباس رابین را بپوشد؛ او اعلام کرد که این تنها راهی است که می‌تواند بتمن را سالم و منطقی نگه دارد.
دیک تا حدودی با این ماجرا موافقت کرد اما گفت که تنها با لباس و عنوان نایت وینگ به بتمن کمک خواهد کرد. تیم اصلا از تصمیم دیک خوشش نیامد و دوباره روی حرف خودش پافشاری کرد که بتمن به یک رابین نیاز دارد. درنهایت، او توانست خودش را به آلفرد برساند و او را متقاعد کند که با کمک هم، تغییراتی را در لباس رابین به وجود بیاورند؛ او در تلاش بود تا با این کار، خودش به بتمن کمک کند. بعد از این اتفاق، آلفرد و دیک هر دو پذیرفتند که تیم تبدیل به رابین جدید بشود، اما فقط در صورتی که بتواند بتمن را سر عقل نگه دارد و هیچ چیز را خراب‌تر از این نکند. بااین‌حال، زمانی‌که بتمن از این موضوع خبردار شد، اعتراض کرد و گفت که یک همکار جدید نیاز ندارد؛ هرچند که در طی این مدت، کاملا متوجه پتانسیل تیم شده بود.